# Ziua Armatei Române
Ziua Armatei Române este ziua când în România se sărbătorește Armata Română, care la data de 25 octombrie 1944 a eliberat de sub ocupația horthystă Transilvania de Nord,  în urma Bătăliei de la Carei.
Sărbătorirea Zilei Armatei Române este stipulată de Decretul nr. 381 din 01.10.1959. 